# 長野県飯田OIDE長姫高等学校
長野県飯田OIDE長姫高等学校（ながのけん いいだオーアイディーイーおさひめこうとうがっこう）は、長野県飯田市鼎名古熊に所在する公立高等学校である。
全日制6科（工業系5科と商業科）と定時制2科（工業系1科と普通科）を持つ。
2013年（平成25年）4月に長野県飯田工業高等学校と長野県飯田長姫高等学校が統合して開校した高等学校。旧・飯田長姫高校所在地に設置された、県内初の総合技術高等学校である。

## 名称
統合校一期生が入学する2011年（平成23年）4月までに新校名を決定する予定であったが、地域住民や両校同窓会などからの意見集約がまとまらず、校名決定まで「飯田新校」と呼ばれていた。
2011年（平成23年）12月14日に同校校名等検討委員会により、最終新校名案を「長野県飯田OIDE長姫高等学校」とすることが発表され、2012年（平成24年）1月の長野県教育委員会定例会にて正式に決定された。日本の公立高校の名前にアルファベットが使われるのは初めてである。
校名の「OIDE」は、Originality（独創）・Imagination（想像）・Device（工夫）・Effort（努力）の略語で、旧飯田工業高校の校訓でもあり、生徒がグローバルな視点を持った人材に育ってほしいとの願いが込められている。

## 沿革
- 2011年（平成23年）4月 - 一期生入学。
- 2012年（平成24年）度 - 松本大学及び飯田市と「地域人教育」に関するパートナーシップ協定を締結した[4]。商業科における3年間の学習活動のなかで地域における探究的かつ体験的な実践教育を行う[4]。
- 2013年（平成25年）4月1日 - 校章除幕式。
- 2013年（平成25年）4月6日 - 開校式。
- 2013年（平成25年）6月15日 - 開校記念式典。
- 2014年（平成26年）3月 - 第一回卒業式挙行。
- 2015年（平成27年）- 全学科での東門扉製作。
- 2018年（平成30年）4月 - 制服を導入。
- 2020年（令和2年）11月 - 旧飯田工業高校機械科生徒が2012年（平成24年）に課題研究で成層圏を撮影するためのカメラを搭載した気球が埼玉県内の山中で発見される。
- 2022年（令和4年）4月 - 定時制　単位制普通科2学級募集開始。
- 2023年（令和5年）10月 - 統合創立10周年記念式典。
- 2025年（令和7年）3月 - 基礎工学科閉科。

## 設置されている科

### 全日制
- 機械工学科
- 電子機械工学科
- 電気電子工学科
- 建築学科
- 社会基盤工学科（工業系は各1学級）
- 商業科（2学級）
開校前には、航空に関する工学科の設置案もあったが、学科追加には至らなかった。

### 定時制
- 定時制機械科→定時制基礎工学科（1学級）
- 普通科（1学級）
定時制の定時制普通科と定時制基礎工学科は統合され、定時制課程・単位制普通科になる。ナイトコースとイブニングコースがある。

## 教育方針
「幅広い教養と高い専門性を追求し、社会に開かれた学びをとおして、平和な未来に貢献できる心豊かな人間を育成する」という目標を掲げる。

## 教育目標

### 全日制
ひとづくり(豊かな情操を育む人間形成)
生命の尊厳を自覚し､真理と正義を愛する知識･教養･創造性豊かな人間の育成に努力する
ものづくり(付加価値の創造)
独創(Originality)･想像(Imagination)･工夫(Device)･努力(Effort)の精神を尊重し､工業・商業両分野における”ものづくりの拠点校”としての役割を果たす
学校づくり（充実した学びの場の構築）
安心・安全な学校（いじめ・体罰のない）をめざすとともに、環境教育や総合技術高校としての専門教育の推進等による特色ある教育システムを構築する。

### 定時制
不登校や諸外国にルーツをもつ生徒が安心して学習に臨むことができる環境を保ちつつ、生徒たちが社会で自立できる力を育むことをねらいとし、以下の教育重点目標を定めている。
1. ライフスタイルや学習状況に合わせた学習支援と基礎学力の定着
2. 特別支援の充実と、いじめ・体罰のない安心・安全な学校づくり
3. 生徒を社会へつなげるためのしくみづくり

## 部活動
運動部は野球部やサッカー部、学芸部は吹奏楽部など、合計27の部活動が存在する。また、総合高校の特色を活かした部活動として原動機部や電気部、商業研究部、土木研究部、建築研究部などがある。
部活動の一覧は以下の通り（2025年時点）

### 運動部
- 野球部
- 陸上部
- サッカー部
- ラグビー部
- テニス部
- ソフトテニス部
- 山岳部
- 水泳部
- 男子バレーボール部
- 女子バレーボール部
- 男子バスケットボール部
- 女子バスケットボール部
- バドミントン部
- 卓球部
- 柔道部
- 弓道部
- 空手道部

### 学芸部
- 吹奏楽部
- 軽音楽部
- 芸術工芸部
- パソコン技術部
- 原動機部
- コンピュータ制御部（テックレンジャー）
- 電気部
- 土木技術部
- 建築研究部
- 商業研究部

### 部活動実績
原動機部はEne-1 GPなどといった電気自動車競技で上位に入り込む強豪校として知られており、コンピュータ制御部は独自の戦隊ヒーローである「テックレンジャー」で地域内外から大きな注目を集めている。
前身高の一つである長野県飯田長姫高等学校の硬式野球部は、第26回選抜高等学校野球大会で優勝している。
主な実績
- 2018年（平成30年） - コンピューター制御部が、「高校戦隊テックレンジャー」の取り組みで長野県内で初めて内閣府の「未来をつくる若者・オブ・ザ・イヤー」において内閣総理大臣賞を受賞した[7][8]。
- 2019年（令和元年） - ラグビー部とコンピューター制御部が、「南信州に学び 南信州を変える若者たちを 応援するプロジェクト」で青少年功労賞を受賞した[7]。
- 2023年（令和5年） - 第103回全国高等学校ラグビーフットボール大会において、ラグビー部が57年ぶり2回目（現校では初）の県代表として出場した[9]。

## 文化祭
文化祭は全日制「桜姫祭（おうきさい）」、定時制「紅姫祭」と称される。総合技術高校としての学科の特色を生かした企画がされている。

## 校章・校歌
- 校章 - 校章（作者：北野敏美）
- 校歌 - 校歌　作詞作曲：羽場仁志

## 現地情報
所在地
長野県飯田市鼎名古熊2535-2
アクセス
- JR飯田線：鼎駅より徒歩10分
- 信南交通：OIDE長姫高校前バス停より徒歩0分